# John Quiller Rowett
Pour les articles homonymes, voir Rowett.
John Quiller Rowett (1874-1924) est un homme d'affaires britannique qui a fait fortune dans l'industrie des spiritueux.

## Biographie
Il avait toutefois le désir de faire plus que de l'argent, et dans les années suivants la Première Guerre mondiale, il a été mécène.
Un ami côtoyé au Dulwich College, Sir Ernest Shackleton, l'a incité à financer une de ses expéditions. Emballé, il a été le seul financier de ce qui deviendra la dernière expédition de Shackleton, l'expédition Shackleton-Rowett (1921-1922), puisque celui-ci y meurt. Après la mort de Shackleton, Rowett a contribué à l'acquisition du baleinier James Caird que Shackleton avait utilisé en 1916 lors de l'expédition Endurance. Son but était de le présenter au Dulwich College.
Il a également été le cofondateur du Rowett Research Institute, un laboratoire de recherche en alimentation animale qui fait maintenant partie de l'Université d'Aberdeen, et a également été un bienfaiteur des organismes de charité des hôpitaux.
En 1924, croyant que son entreprise était condamnée à la faillite, Rowett se suicida.